# Necropoli monumentale di Pizzone
La necropoli monumentale di Pizzone è un sito archeologico che si trova nel comune di Nocera Superiore (in provincia di Salerno). Nel 1994 venne individuata una necropoli monumentale tardo-repubblicana a circa 300 metri di distanza dalla cinta muraria est dell'antica Nuceria. Gli scavi archeologici condotti dal 1994 al 1997 hanno permesso di portare alla luce, a 7 metri di profondità dal piano di campagna, una serie di imponenti monumenti funerari dal I secolo a.C. allineati lungo la strada che usciva dalla città e che con molta probabilità portava verso Marcina, l'odierna Vietri sul Mare.

## Sito archeologico
L'area parzialmente esplorata, utilizzata come luogo di sepoltura fino al IV secolo d.C. (diretta testimonianza lo sono tombe di epoche successive al I secolo a.C.) ha permesso di localizzare, sette grandi mausolei, di cui cinque sono stati finora portati alla luce, tutti di circa 6 metri di altezza.